# 甄鸾
甄鸾（535年—?），字叔遵，无极县人，北周曆算家。

## 生平
甄鸾生于南朝，後在北周官司隶下大夫、汉中郡守。甄鸾是中国数学史上首位系统研究军事数学的学者。主要著作有《五曹算经》、《甄鸾算术》、《周天和年曆》、《曆术》、《七曜术算》、《七曜本起曆》、《笑道论》、《帝王世录》、《王道圭合撰》等书。曾注释《周髀算经》、《九章算术》、《孙子算经》、《夏侯阳算经》、《张邱建算经》、《数术记遗》等数学著作。清阮元《畴人传》中盛赞其“为学精思，富于论撰，诚数学之大家”。
周武帝受道士影响，不喜欢佛教，认为道教第一，儒家次之，佛教最末，并和朝臣辩论，希望大臣支持自己。甄鸾不服，撰写《笑道论》批评道教，并上奏周武帝。周武帝大怒，直接在宫殿上烧毁。
甄鸾精通天文历法，曾编《天和曆》，天和元年（566年）颁行，使用达18年。

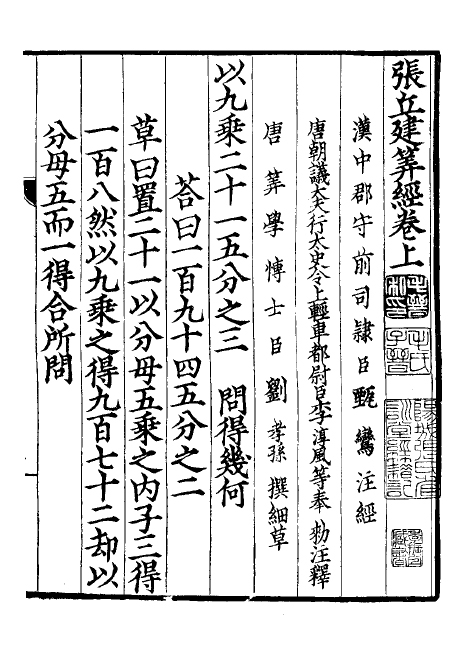
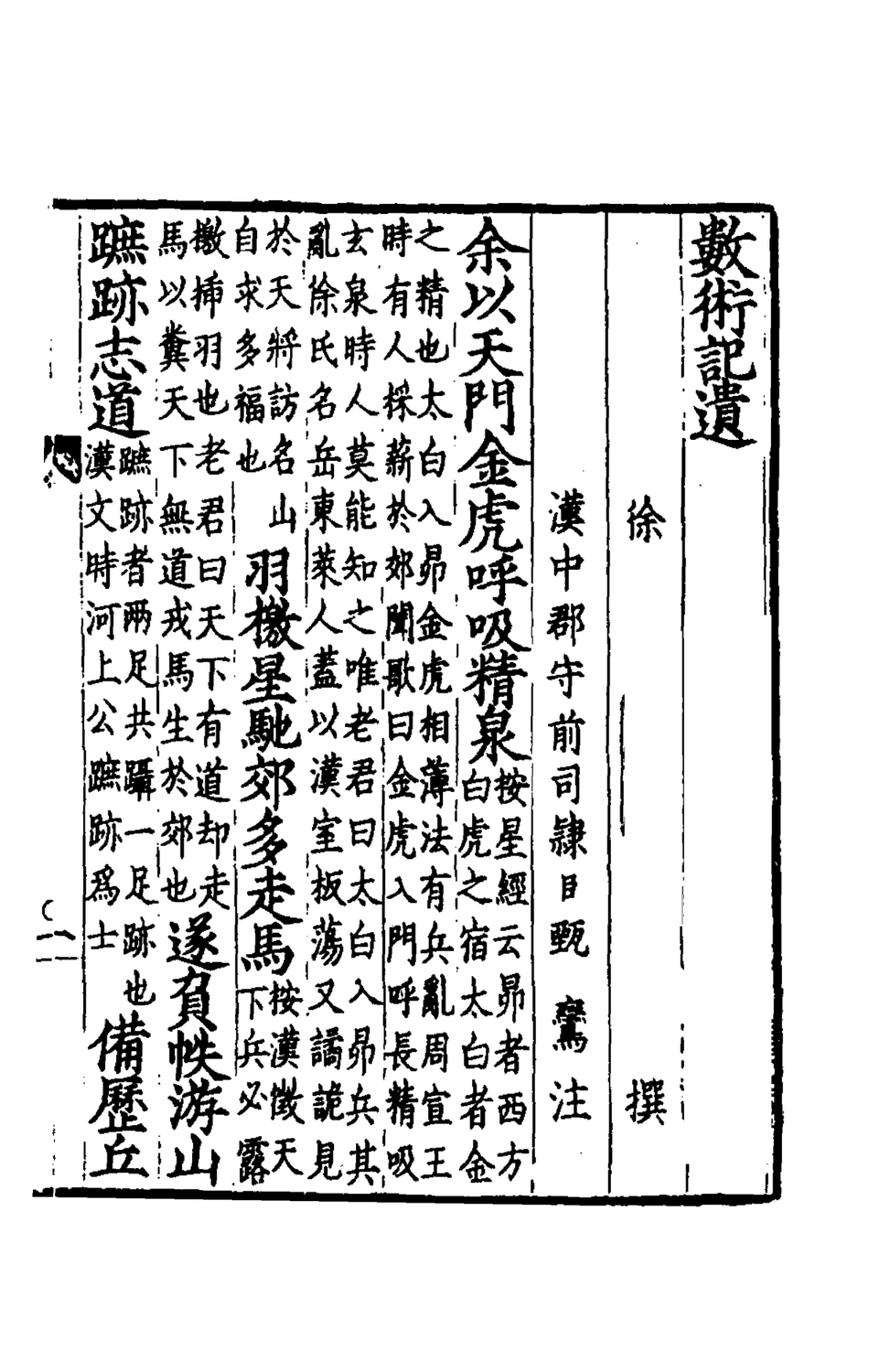